# ヨナタン (ハスモン朝)

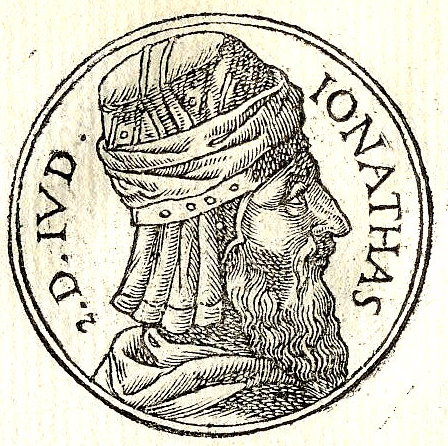
ヨナタン、『プロンプトゥアリ・イコヌム・インシギオルム』より。

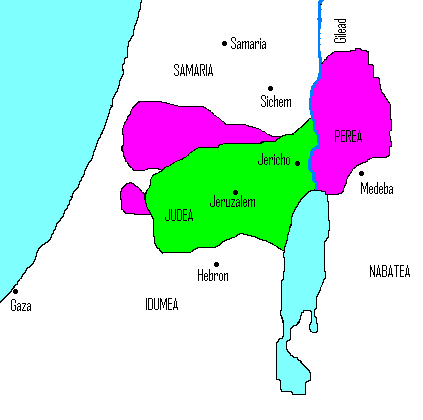
ヨナタン統治下のユダヤ
紀元前160年
征服後

ヨナタン（Jonathan Maccabaeus, ヘブライ語: יונתן אפפוס‎ (Yōnāṯān 'Apefūs), 古代ギリシア語: Ἰωνάθαν Ἀπφοῦς ( Iōnáthan Apphoûs), ? - 紀元前142年）は、マカバイ戦争においてユダヤ人を指導したユダ・マカバイの弟で、セレウコス朝からの独立を達成したハスモン朝イスラエルの指導者、大祭司（在位：紀元前160年 - 紀元前142年）。別名をアッフス（Apphus）とも言う。

## 即位
ヨナタンは父マタティアや兄弟ユダ・マカバイ、シモン、ヨハネ、エレアザルとともにセレウコス朝に対する蜂起に立ち上がった（紀元前167年）。ユダ戦死（紀元前160年）後、ヨナタンが指導者となった。
圧倒的な戦力差がある状況下でヨナタンはセレウコス朝からの独立戦争を戦い、ベツバシの戦いでシリアの将軍バッキデスを撃破し、帰国に追いやった。エルサレム近郊のミクマシュに本拠地を置き、勢力を固めた。セレウコス朝の王位を狙うアレクサンドロス1世バラスの援助を行なうなどして、紀元前152年ティシュリにはエルサレムにおける大祭司・将軍・総督としての権限を認められ、次第に国家として自立していった。しかし、正当な家系に属さないマカベア家が大祭司職に就く事には批判があり、ユダヤ教徒の敬虔派の反発も招いた。

## シリアの混乱とヨナタンの勢力拡大
アレクサンドロス・バラスを支援するエジプト王プトレマイオス6世との友好関係を築き、プトレマイオスの娘クレオパトラ・テアとバラスの婚宴に参加し、贈り物をした（紀元前150年）。紀元前148年頃、バラスに対抗してデメトリオス2世ニカトルがクレタ島よりシリアへ上陸すると、ヨナタンはデメトリオス配下のアポロニオスと対戦し、アシュドドを焼き払った。プトレマイオス6世が北進するとこれを迎え、エレウテロス川まで送り届けた。プトレマイオスとバラスは対立し、両者が相次いで死ぬ（紀元前145年）と、デメトリオス2世がシリアを支配した。デメトリオスは、反乱軍を鎮圧するためヨナタンに支援を求め、ヨナタンの派遣したユダヤ軍は反乱軍を撃破した。しかし、デメトリオスは派兵の見返りとして約束していた、エルサレムのアクラ要塞などから撤兵しなかった。
デメトリオスに対して、将軍ディオドトス・トリュフォンがバラスの子アンティオコス6世ディオニュソスを担いで反乱を起こした。シリアの内乱に乗じてヨナタンはアンティオコスを支援し、兄シモンは要衝ベテズルを制圧した。ヨナタンはハゾル平野にてデメトリオス軍と対決し、一旦は敗れるも、祈って神の許しと助けを求めた。自らとって返し、勝利を挙げた。この間、ローマやスパルタとの同盟を確立するなど外交手腕も発揮した。シモンは続いてヨッパを制圧し、ヨナタンはアクラ要塞の包囲を強化した。

## 捕囚と死
紀元前142年、ヨナタンはセレウコス朝の部将ディオドトス・トリュフォンの計略によりプトレマイスで捕らえられてしまう。兄シモンが後任の指導者となった。トリュフォンは身代金とヨナタンの子2人を人質として要求し、シモンはこれを認めたが、トリュフォンはヨナタンを解放しなかった。トリュフォンはエルサレム攻囲を目指したが大雪に阻まれて断念し、帰国する。トリュフォンは、ガリラヤ湖北東のバスカマでヨナタンを殺害して埋めた。シモンは遺体を引き取り、モディンに葬った。シモンは父母と兄弟4人のためピラミッドを建て、ヘレニズム風の装飾を施した。